# Chickamauga (Géorgie)
Pour les articles homonymes, voir Chickamauga.
Chickamauga est une ville du comté de Walker, en Géorgie, aux États-Unis.
Lors de la guerre de Sécession, la bataille de Chickamauga y eut lieu en septembre 1863.

## Démographie
| 1900 | 1910 | 1920 | 1930  | 1940  | 1950  |
| ---- | ---- | ---- | ----- | ----- | ----- |
| 95   | 312  | 965  | 1 715 | 1 665 | 1 747 |

| 1960  | 1970  | 1980  | 1990  | 2000  | 2010  |
| ----- | ----- | ----- | ----- | ----- | ----- |
| 1 824 | 1 842 | 2 232 | 2 149 | 2 245 | 3 101 |

## Source
- (en) Cet article est partiellement ou en totalité issu de l’article de Wikipédia en anglais intitulé « Chickamauga, Georgia » (voir la liste des auteurs).